# Aema buin 8
Aema buin 8 (en coreano, 애마부인 8) es una película de drama romántico erótico surcoreana de 1993 dirigida por Suk Do-won. Es la octava película en la serie Aema buin, la serie de películas de mayor duración en el cine coreano.

## Sinopsis
Siguiendo el tema de múltiples Aema iniciado en Aema buin 6, esta película en la serie tiene dos mujeres llamadas Madame Aema. Ambas mujeres son bailarinas y son amigas que difieren en sus pensamientos sobre el matrimonio. Una cree en permanecer soltera, y la otra cree en el matrimonio, y lo hace. Después de estar decepcionada con las trampas y las apuestas de su marido, ella lo deja. Luego se reconcilian después de que el esposo se arrepiente de su comportamiento.

## Reparto
- Ru Mina como Aema[1]
- Kang Eun-ah como Aema
- No Hyeon-u como Hyeon-woo
- Won Seok como Dong Hyob
- Yoo Seong
- Seo Chang-sook
- Gil Dal Ho
- Cho Hak-ja
- Sue Young Suk